# Branch Warren

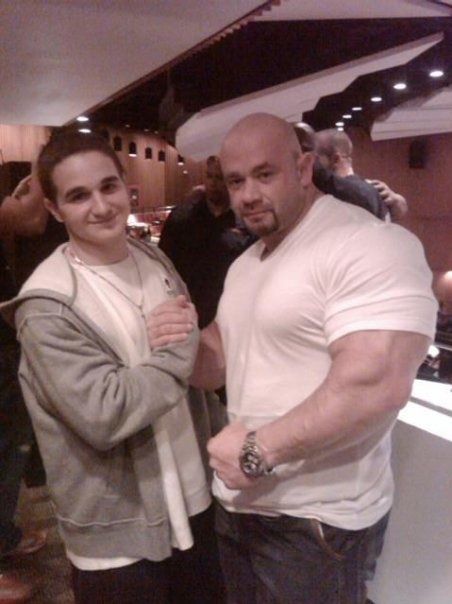
Branch Warren, 2009

William Branch Warren (* 28. Februar 1975 in Tyler (Texas), Vereinigte Staaten), auch bekannt unter dem Spitznamen Quadrasaurus, ist ein US-amerikanischer, professioneller Bodybuilder aus Southlake Texas.

## Leben
| Größe                          | 5'7" / 1,70 m                 |
| Gewicht (season)               | 255 lbs / 115,6 kg            |
| Gewicht (off-season)           | 265 lbs / 120,2 kg            |
| Bankdrücken (Bench Press)      | 500 lbs für 6 Wiederholungen  |
| Langhantel Curl (Barbell Curl) | 225 lbs für 10 Wiederholungen |

Warren nahm mit 16 Jahren zum ersten Mal an einem Wettkampf teil. Er gewann in der Amateur Athletic Union den Titel als Teenage Mr. America. Mit 28 Jahren belegte er den 8. Platz der International Federation of Bodybuilding & Fitness in der Night of Champions. Im darauffolgenden Jahr belegte er wieder den 8. Platz im Mr. Olympia-Wettbewerb.
Bei seiner ersten Teilnahme am Arnold Classic belegte er den 2. Platz. Zwischen 2007 und 2009 gewann er den Titel Most Muscular, zudem errang er im Jahr 2007 den Titel in der New York Pro.
Warren ist mit Trish Warren verheiratet.

## Erfolge
- 2016 IFBB Arnold Classic, 5th
- 2015 IFBB Mr. Olympia, 6th
- 2012 IFBB Mr. Olympia, 5th
- 2012 IFBB Arnold Classic, Ms. International, Fitness International & Figure International
- 2011 IFBB British Grand Prix
- 2011 IFBB Arnold Classic, Ms. International, Fitness International & Figure International
- 2010 NPC Junior USA Championships
- 2010 NPC Emerald Cup Championships
- 2010 NPC Northern Colorado Bodybuilding, Fitness, Figure & Bikini Championships
- 2010 IFBB Arnold Classic, Ms. International, Fitness International & Figure International
- 2009 IFBB Arnold Classic
- 2007 IFBB New York Pro Bodybuilding Contest
- 2007 IFBB Arnold Classic
- 2006 IFBB Olympia
- 2005 IFBB Charlotte Pro
- 2005 IFBB Europa Super Show
- 1993 NPC Teen Nationals
- 1993 NPC Teen Nationals